# Mirbelia granitica
Mirbelia granitica är en ärtväxtart som beskrevs av Michael Douglas Crisp och J.M.Taylor. Mirbelia granitica ingår i släktet Mirbelia och familjen ärtväxter. Inga underarter finns listade i Catalogue of Life.